# Five Leaves Left
Five Leaves Left — дебютный альбом Ника Дрейка, вышедший в 1969 году. Диск занимает 283 место в списке 500 лучших альбомов журнала Rolling Stone. В 2005 году британский телеканал Channel 4 поместил альбом на 85 место в своём списке 100 величайших альбомов всех времён.

## Запись
Студийные сессии для первого альбома Ника Дрейка начались в июле 1968 года в Лондоне, в студии Sound Techniques. Во время записи продюсер Джон Бойд вдохновлялся работой Джона Саймона для первого альбома Леонарда Коэна (Songs of Leonard Cohen 1967-го года), считая, что голос Ника должен был быть записан в похожем «доверительном», интимном стиле, «без попсовой реверберации». Также он был намерен включить партии струнных, но «без этого помпезного звучания»; их должен был писать Ричард Хьюсон, а исполнять — специально приглашённый оркестр из пятнадцати человек. В качестве звукорежиссёра Бойд выбрал Джона Вуда; кроме того, он пригласил гитариста Fairport Convention Ричарда Томпсона и басиста группы Pentangle Дэнни Томпсона.
Поначалу запись альбома шла плохо, сессии выходили нерегулярными и «смазанными» — не в последнюю очередь из-за того, что для записи не предоставили отдельного студийного времени, а просто использовали остатки времени, выделенного на запись альбома Fairport Convention Unhalfbricking. Между Дрейком и Бойдом росли творческие разногласия: продюсер разделял концепцию Джорджа Мартина об «использовании студии как музыкального инструмента» (имелось в виду более широкое использование различных студийных эффектов), тогда как музыкант предпочитал более естественный и органичный звук. Но оба были недовольны инструментовкой Хьюсона: звучание получалось слишком «мейнстримовым», попсовым. Тогда Дрейк предложил заменить Хьюсона на своего друга Роберта Кирби. Поначалу Бойд скептически отнесся к его кандидатуре: тот был слишком молод и у него не было никакого опыта работы в студии. Кирби записал аранжировки с помощью квартета камерной музыки, и Бойд, прослушав запись, был приятно удивлён.
Но Кирби отказался от оркестровки центральной вещи альбома — «River Man». Тогда Бойд прибег к помощи опытного композитора Гарри Робинсона, превысив при этом бюджет, выделенный на запись альбома. Тот написал партию струнных в духе Фредерика Делиуса и Мориса Равеля.
Выход альбома был задержан на несколько месяцев в виду очередных загвоздок с постпродакшном. Он вышел 1 сентября 1969 года и сопровождался плохой рекламой и промоушном. Обзоров и рецензий на него в музыкальной прессе было мало. Журнал NME в выпуске от 4 октября 1969 года писал, что альбом «недостаточно разнообразен, чтобы быть развлекательным» (not nearly enough variety to make it entertaining). Джон Пил в своих радиопередачах пускал в эфир несколько песен с него. Дрейк остался недоволен оформлением конверта пластинки, на котором трек-лист шёл в неправильном порядке, а тексты песен включали строчки, не вошедшие в окончательные варианты.

## Название
Название альбома — это предупредительная надпись («Осталось пять листов») на рулоне папиросной бумаги фирмы RiZla+, означающая, что необходимо покупать новый рулон (обычно ими пользовались курильщики марихуаны, каковым был Ник). Он считал, что эта фраза звучит замечательно, хотя и не имеет какого-то особого смысла. С другой стороны, через пять лет эта фраза приобретёт другой, трагический и провидческий смысл: ведь в 1969 году Нику оставалось жить ровно пять лет.
Возможно, название альбома Нику могла подсказать пьеса Сэмюэля Беккета «В ожидании Годо» (1952), где действие происходит под деревом, на котором осталось «четыре или пять листьев» («The tree has four or five leaves»); или рассказ О. Генри «Последний лист», в котором описывается молодая художница, умирающая от пневмонии и считающая, что когда весь плющ во дворе опадёт, она умрёт:

— Что там такое, милая? — спросила Сью.

— Шесть, — едва слышно ответила Джонси. — Теперь они облетают гораздо быстрее. Три дня назад их было почти сто. Голова кружилась считать. А теперь это легко. Вот и ещё один полетел. Теперь осталось только пять.

— Чего пять, милая? Скажи своей Сьюди.

— Листьев. На плюще. Когда упадет последний лист, я умру. Я это знаю уже три дня. Разве доктор не сказал тебе?

## Список композиций
1. «Time Has Told Me» — 4:27
2. «River Man» — 4:21
3. «Three Hours» — 6:16
4. «Way To Blue» — 3:11
5. «Day Is Done» — 2:29
6. «'Cello Song» — 4:49
7. «The Thoughts Of Mary Jane» — 3:22
8. «Man In A Shed» — 3:55
9. «Fruit Tree» — 4:50
10. «Saturday Sun» — 4:03

## Участники
- «Time Has Told Me»
  - Пол Харрис — пианино
  - Ричард Томпсон — электрогитара
  - Дэнни Томпсон — бас-гитара
- «River Man»
  - Гарри Робинсон — аранжировки для струнных
- «Three Hours»
  - Денни Томпсон — бас-гитара
  - Роки Дзидзорну — конга
- «Way To Blue»
  - Роберт Кирби — аранжировки для струнных
- «Day Is Done»
  - Роберт Кирби — аранжировки для струнных
- «'Cello Song»
  - Клэр Лоутер — виолончель
  - Денни Томпсон — бас-гитара
  - Роки Дзидзорну — конга
- «The Thoughts Of Mary Jane»
  - Роберт Кирби — аранжировки
- «Man In A Shed»
  - Пол Харрис — пианино
  - Денни Томпсон — бас-гитара
- «Fruit Tree»
  - Роберт Кирби — аранжировки
- «Saturday Sun»
  - Ник Дрейк — пианино
  - Денни Томпсон — бас-гитара
  - Тристрам Фрай — ударные и вибрафон

Слова, музыка, вокал, гитара — Ник Дрейк